# 미토선
미토선(일본어: 水戸線, みとせん 미토 센[*])은 도치기현 오야마시의 오야마역과 이바라키현 가사마시의 도모베역을 잇는 동일본 여객철도가 운영하는 철도 노선(간선 철도)이다.

## 개요
도호쿠 본선과 조반선을 연결하여 기타칸토 지역을 횡단하는 노선 중의 하나로, 오야마역을 제외한 나머지 역은 조반선과 같은 교류 전기를 쓰고 있지만, 오야마역은 직류 전기이다. 이로 인해 교류·직류 모두 사용할 수 있는 전동차만 투입하고 있다.
전 구간이 동일본 여객철도가 지정하는 대도시 근교구간의 '도쿄 근교구간'이며, 미토 선 전 구간에서 Suica의 사용이 가능하다. 단선으로 시공되었기 때문에 교행이 가능한 역이 필요하다. 또한, 이름과 달리 미토시를 지나지 않으나, 대부분의 열차가 도모베역에서 조반선 미토역까지 직결 운행한다.

## 노선 정보
- 노선 연장: 50.2 km
- 역 수: 16
  - 미토 선을 소속으로 하는 역만 집계할 경우, 도호쿠 본선 소속인 오야마역, 조반선 소속인 도모베역이 제외되어 14역이 된다.
- 일주 소요 시간: 평균 2시간 10분 (최소 1시간 40분)
- 궤간: 1067mm
- 복선화 구간: 없음 (단선)
- 전철화 구간: 오야마 역 ~ 도모베 역 교류, 오야마 역 부근 직류
- 전철화 방식: 직류 1,500V, 교류 20,000V
- 차단 방식: ATS-P식 (자동열차정지장치)
- 중앙관제소: 미토 종합 관제소(CTC)
- 최고 속도 : 95 km/h

## 차량

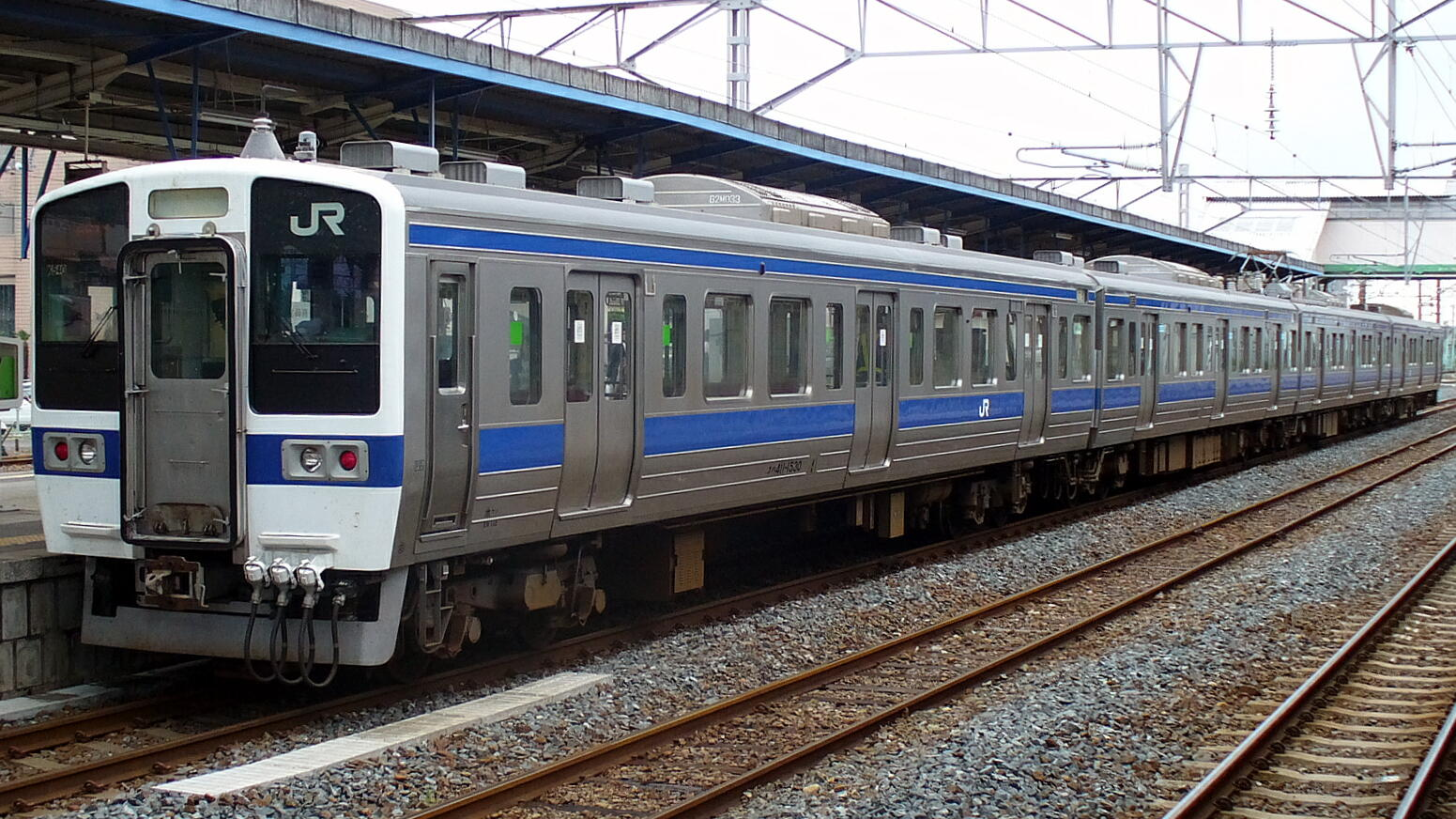
415계 1500번대
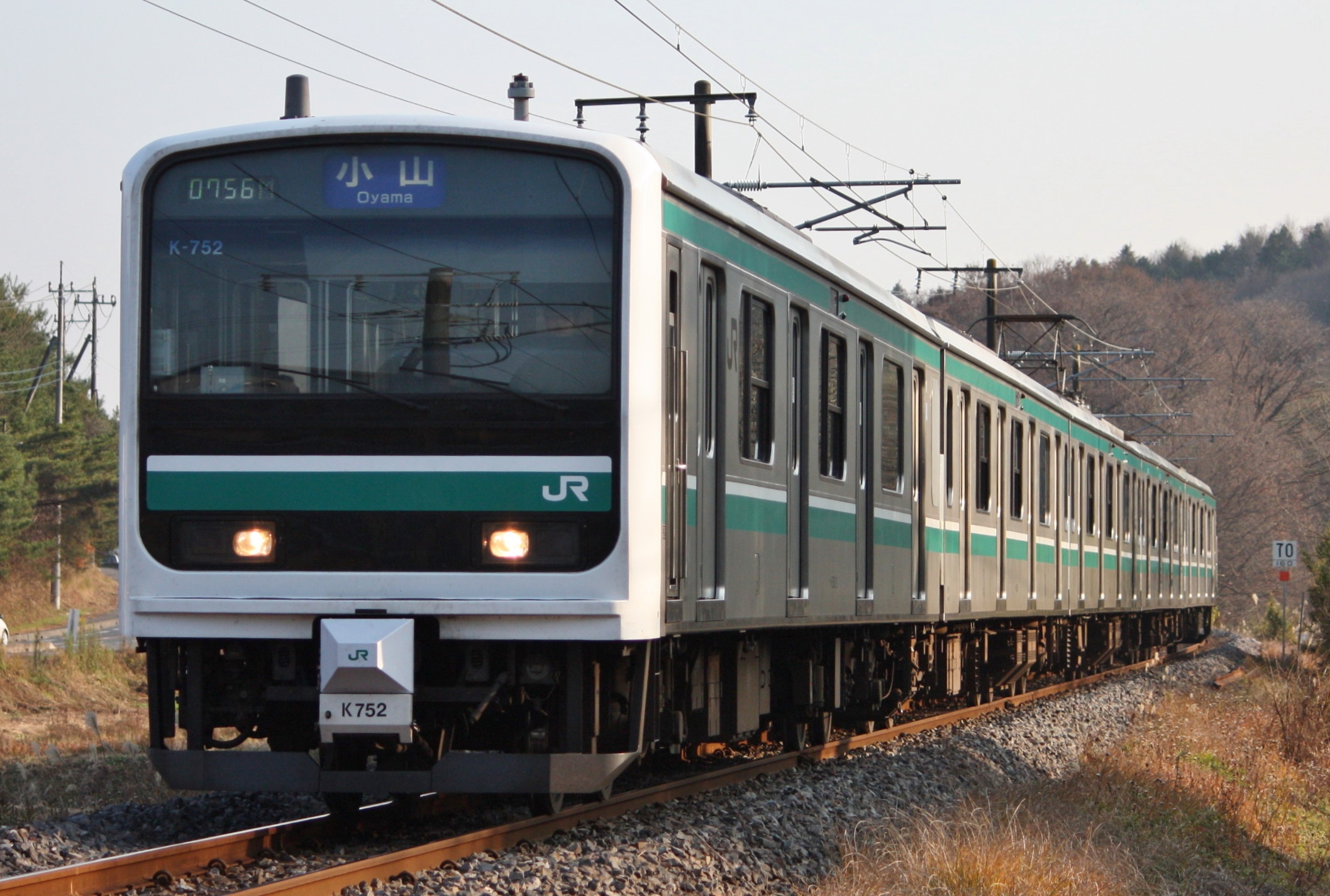
E501계
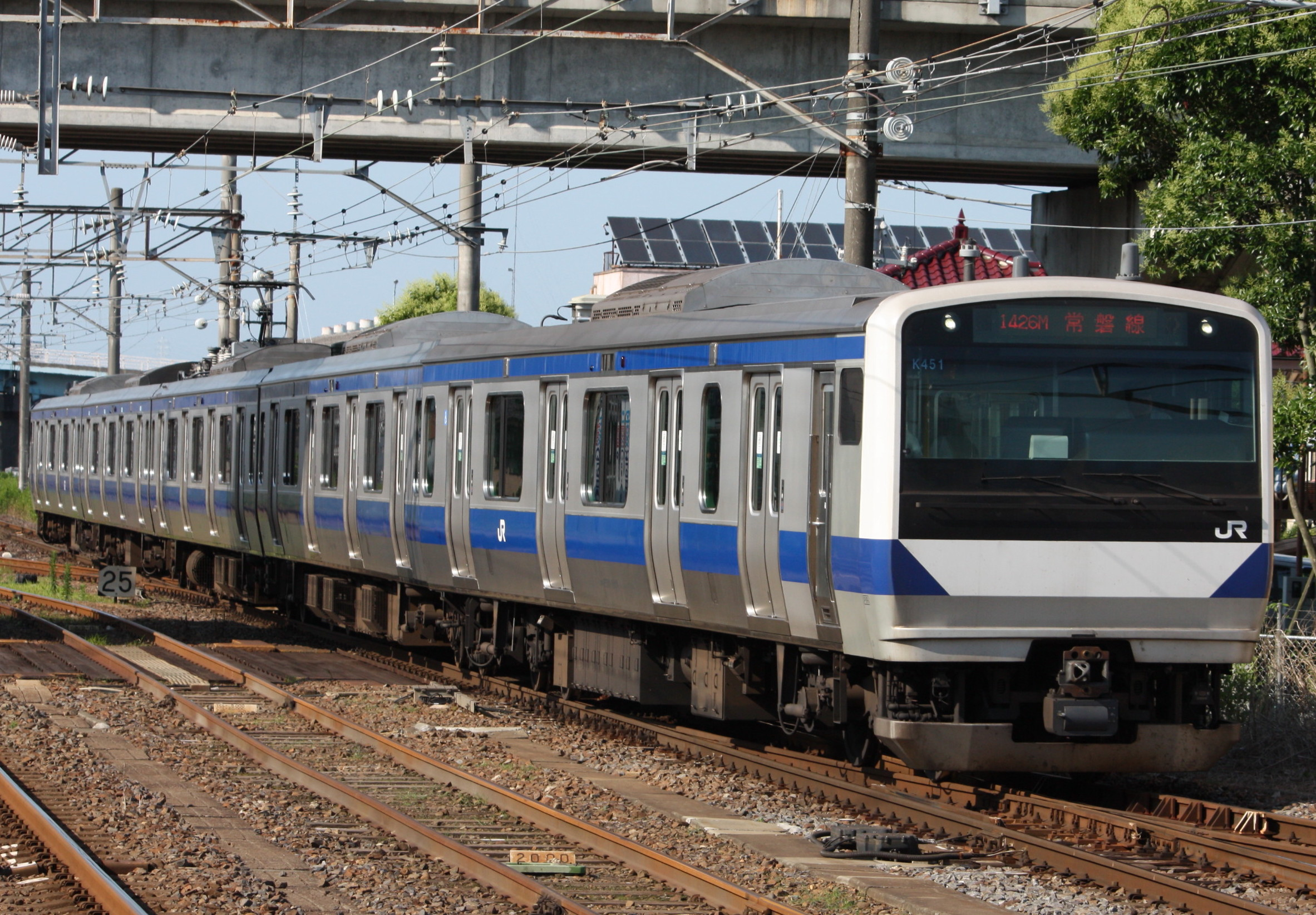
E531계

- 415계 1500번대
- E501계
- E531계

## 역 목록
- "◇", "∨" : 교행 가능 역, "｜" : 교행 불가 역

| 역 이름    | 일본어 이름 | 영업 거리 (km) | 복선 단선 구분 | 접속 노선                                                           | 소재지            | 소재지                              |
| ---------- | ----------- | -------------- | -------------- | ------------------------------------------------------------------- | ----------------- | ----------------------------------- |
| 오야마     | 小山        | 0.0            | ∨              | 도호쿠 신칸센 도호쿠 본선 (우쓰노미야 선, 쇼난 신주쿠 라인) 료모 선 | 도치기현 오야마시 | 도치기현 오야마시                   |
| 오타바야시 | 小田林      | 4.9            | ｜             |                                                                     | 이바라키현        | 유키시                              |
| 유키       | 結城        | 6.6            | ◇              |                                                                     | 이바라키현        | 유키시                              |
| 히가시유키 | 東結城      | 8.3            | ｜             |                                                                     | 이바라키현        | 유키시                              |
| 가와시마   | 川島        | 10.4           | ◇              | 지쿠세이시                                                          | 이바라키현        |                                     |
| 다마도     | 玉戸        | 12.5           | ｜             | 지쿠세이시                                                          | 이바라키현        |                                     |
| 시모다테   | 下館        | 16.2           | ◇              | 지쿠세이시                                                          | 이바라키현        | 모카 철도 모카 선 간토 철도 조소 선 |
| 니하리     | 新治        | 22.3           | ◇              | 지쿠세이시                                                          | 이바라키현        |                                     |
| 야마토     | 大和        | 25.9           | ｜             | 사쿠라가와시                                                        | 이바라키현        |                                     |
| 이와세     | 岩瀬        | 29.6           | ◇              | 사쿠라가와시                                                        | 이바라키현        |                                     |
| 하구로     | 羽黒        | 32.8           | ◇              | 사쿠라가와시                                                        | 이바라키현        |                                     |
| 후쿠하라   | 福原        | 37.0           | ◇              | 가사마시                                                            | 이바라키현        |                                     |
| 이나다     | 稲田        | 40.1           | ◇              | 가사마시                                                            | 이바라키현        |                                     |
| 가사마     | 笠間        | 43.3           | ◇              | 가사마시                                                            | 이바라키현        |                                     |
| 시시도     | 宍戸        | 48.5           | ｜             | 가사마시                                                            | 이바라키현        |                                     |
| 도모베     | 友部        | 50.2           | ◇              | 가사마시                                                            | 이바라키현        | 조반선 (미토역 방면에 직결 운행)    |

## 같이 보기
- 조반선
- 도호쿠 본선